# بورصة تورونتو

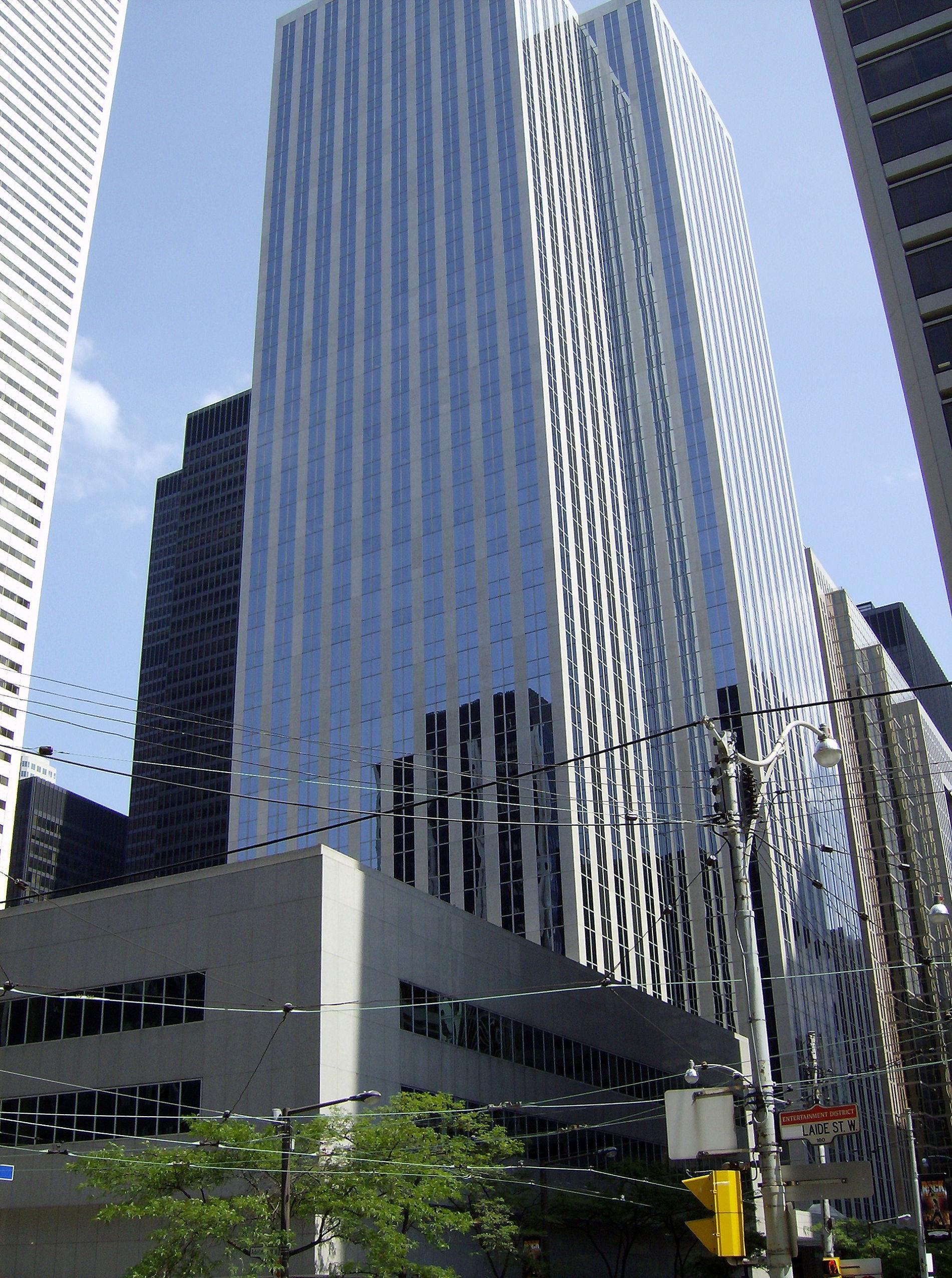

إن بورصة تورونتو للأسهم (بالإنجليزية: Toronto Stock Exchange)‏ هي أكبر بورصة أسهم في كندا والثالثة في أمريكا الشمالية والثامنة في العالم. وهي تقع في أكبر مدينة في كندا وهي تورونتو. وتملكها مجموعة تي أم أكس (TMX Group) لتجارة كُبرى الأسهم. وهناك مجموعة واسعة من شركات من كندا والولايات المتحدة وأوروبا، وغيرها من البلدان ممثلة في هذه البورصة. بالإضافة إلى الأوراق المالية التقليدية، تقوم هذه البورصة بالعديد من التبادلات كبرامج الاستثمار الجماعي وصندوق النقد المتداولة وغيرها. وإن هذه البورصة قائدة في نطاق التنقيب عن البترول والغاز. وإن العديد من شركات التنقيب عن البترول والغاز مدرجة في هذه البورصة أكثر من أي بورصة أخرى في العالم.